# Смеђа еребија
Смеђа еребија (лат. Erebia euryale) врста је лептира из породице шаренаца (лат. Nymphalidae).

## Опис врсте
Од црвене еребије је нешто ситнија, а смеђе-наранџасти појас са горње стране крила је обично ужи. Врста је веома варијабилна. Најупадљивија карактеристика је светла трака са доње стране задњих крила, израженија код женки.
Одрасле јединке лете у јулу и августу. Иако још увек нема довољно података о животном циклусу ове врсте, постоје индикације да су за комплетан развој потребна два интервала хибернација, један у стадијуму јајета и један у стадијуму гусенице у зрелом ступњу. Веома су здепасте, неприметне и камуфлиране. Интегумент је прекривен кратким сетама и дају гусеници сомотаст изглед. Основна боја је светло смеђа, са варирањем у медиодорзалној и субдорзалној регији.

## Распрострањење и станиште
Насељава високопланинске пашњаке или чистине планинских шума. Јавља се у планинама централне Европе. 

## Биљке хранитељке
Биљке хранитељке су траве.